# Lambur (Mrebet)
Lambur is een bestuurslaag in het regentschap Purbalingga van de provincie Midden-Java, Indonesië. Lambur telt 2267 inwoners (volkstelling 2010).